# Emilio Zapico
Emilio Rodríguez Zapico (León, 27 de maio de 1944 – Huete, 6 de agosto de 1996) foi um automobilista da Espanha. Pilotou carros de turismo relativamente conhecido em seu país. 
Com o apoio financeiro da Mapfre, Emilio Zapico conseguiu um carro Williams, de uma equipe particular para o GP da Espanha de 1976. Não conseguiu se qualificar para a prova, porque marcou o 27º tempo (24 carros largaram).
De volta às corridas de turismo, manteve-se ativo até sua aposentadoria, em 1985. Zapico faleceu em 1996, vítima de um acidente automobilístico em Huete, aos 52 anos. Outra versão é de que ele havia morrido após cair com seu ultraleve.